# Emily Remler
Emily Remler, född 18 september 1957 i Englewood Cliffs i Bergen County, New Jersey, död 4 maj 1990 i Sydney, Australien, var en amerikansk jazzgitarrist, verksam från mitten av 1970-talet till sin död 1990.
Hon började spela gitarr vid tio års ålder och lyssnade i tonåren på Jimi Hendrix och Johnny Winter. Senare, när hon på 1970-talet studerade på Berklee College of Music, var Charlie Christian, Wes Montgomery, Herb Ellis, Pat Martino och Joe Pass förebilder.
Hon bodde främst i New Orleans där hon spelade på blues- och jazzklubbar med bland annat Little Queenie and the Percolators och började spela in skivor 1981. Hon hyllades av jazzgitarristen Herb Ellis som kallade henne "the new superstar of guitar" och introducerade henne vid 1978 års Concord Jazz Festival.
Remler dog på turné i Australien vid 32 års ålder, eventuellt efter en dos heroin, och är begravd på New Montefiore Cemetery i New York.

## Diskografi

### Som artist
| År   | Titel                        | Skivbolag       |
| ---- | ---------------------------- | --------------- |
| 1981 | Firefly                      | Concord         |
| 1982 | Take Two                     | Concord         |
| 1983 | Transitions                  | Concord         |
| 1985 | Catwalk                      | Concord         |
| 1985 | Together (med Larry Coryell) | Concord         |
| 1988 | East To Wes                  | Concord         |
| 1990 | This Is Me                   | Justice Records |

### Som kompmusiker
| Year Inspelad | Huvudartist          | Titel                                                | Skivbolag |
| ------------- | -------------------- | ---------------------------------------------------- | --------- |
| 1981          | The Clayton Brothers | It's All In The Family                               | Concord   |
| 1985          | Ray Brown            | Soular Energy                                        | Concord   |
| 1986          | John Colianni        | John Colianni                                        | Concord   |
| 1986          | Rosemary Clooney     | Rosemary Clooney Sings the Music of Jimmy Van Heusen | Concord   |
| 1989          | David Benoit         | Waiting for Spring                                   | GRP       |
| 1989          | Susannah McCorkle    | No More Blues                                        | Concord   |
| 1990          | Susannah McCorkle    | Sabia                                                | Concord   |
| 1990          | Richie Cole          | Bossa International                                  | Milestone |

### Samlingsalbum
- 1991: Retrospective, Volume One: Standards (Concord)
- 1991: Retrospective, Volume Two: Compositions (Concord)